# Unciaal 0105
Unciaal 0105 (Gregory-Aland), ε 45 (Soden) is een van de Bijbelse handschriften in de Griekse taal. Het dateert uit de 10e eeuw en is geschreven met uncialen op perkament.

## Beschrijving
Het bevat de tekst van het Evangelie volgens Johannes (6,71-7,46). De gehele codex bestaat uit 4 bladen (32 × 24 cm) en werd geschreven in twee kolommen per pagina, 24 regels per pagina. Het is een palimpsest, de bovenste tekst is in het Hebreeuws.
De codex geeft de gemengde tekst weer (met Byzantijnse element). Kurt Aland plaatste de codex in Categorie III.

## Geschiedenis
Het handschrift bevindt zich in de Österreichische Nationalbibliothek (Suppl. Gr. 121), in Wenen.